# Margonin-Wieś (gmina)
Margonin-Wieś (od 1973 Margonin) – dawna gmina wiejska istniejąca w latach 1934–1954 w woj. poznańskim (dzisiejsze woj. wielkopolskie). Siedzibą władz gminy była miejscowość Margonin-Wieś (obecna nazwa Margońska Wieś).
Gmina zbiorowa Margonin-Wieś została utworzona 1 sierpnia 1934 roku w powiecie chodzieskim w woj. poznańskim z dotychczasowych jednostkowych gmin wiejskich: Adolfowo, Dziewoklucz, Karolinki, Klotyldzin, Kowalewo, Lipiniec, Lipiny, Margonin-Wieś, Radwanki, Studźce, Sypniewo i Żoń (oraz z obszarów dworskich, położonych na tych terenach lecz nie wchodzących w skład gmin).
Po wojnie gmina zachowała przynależność administracyjną. Według stanu z dnia 1 lipca 1952 roku gmina składała się z 11 gromad: Dziewoklucz, Klotyldzin, Kowalewo, Lipiniec, Lipiny, Margonin-Wieś, Próchnowo, Radwanki, Studźce, Sypniewo i Żoń. Gmina została zniesiona 29 września 1954 roku wraz z reformą wprowadzającą gromady w miejsce gmin.
Jednostki nie przywrócono 1 stycznia 1973 roku po reaktywowaniu gmin, utworzono natomiast jej terytorialny odpowiednik – gminę Margonin z siedzibą w mieście Margoninie.